# Бахапча
Бахапча́ (Бохапча)— река в Магаданской области России, правый приток Колымы.

## Гидрография
Длина — 291 км, площадь водосборного бассейна — 13,8 тыс. км². Берёт начало из озера Солнечного на высоте 753 м над уровнем моря. Протекает в границах Тенькинского и Ягоднинского районов по гористой местности, пересекая Верхнеколымское нагорье, в низовьях порожиста. В среднем течении русло реки разветвлённое, множество островов разделено рукавами и пойменными протоками. Ниже по течению — русло слабоизвилистое, однорукавное, шириной до 140 м.
Впадает в Колыму в 1839 км от её устья, ниже посёлка Синегорье.

### Водный режим
Бахапча скована льдом со второй половины октября по вторую половину мая. В среднем и особенно верхнем течении намерзают крупные наледи. В половодье проходит около 52 % годового стока, летом-осенью — 46 %. Сезонный размах изменения уровней воды составляют 4,1 м.
Питание реки смешанное — снеговое и дождевое.

### Состав воды
Вода реки по химическому составу относится к гидрокарбонатному классу с высоким содержанием сульфатов и кальциевой группе. Минерализация воды меньше 40 мг/л. Мутность — 65 г/м³. Качество воды высокое.

### Расход воды
Среднегодовой расход воды в 5,4 км от устья составляет 123,84 м³/с, наибольший приходится на июнь, наименьший — на март. Среднемесячные расходы воды (данные наблюдений с 1934 по 1998 год):
| Средний расход воды (м³/с) реки Бахапча по месяцам с 1934 по 1998 гг. (замеры производились на гидрологическом посту в 5,4 км от устья) |

## Хозяйственное значение
- В бассейне Бахапчи обнаружены месторождения россыпного золота.
- В перспективе возможно использование значительных гидроэнергетических ресурсов реки.
- Река используется туристами для организации сплавов.[5]

## Данные водного реестра
По данным государственного водного реестра России и геоинформационной системы водохозяйственного районирования территории РФ, подготовленной Федеральным агентством водных ресурсов:
- Бассейновый округ — Анадыро-Колымский
- Речной бассейн — Колыма
- Речной подбассейн — Колыма до впадения Омолона
- Водохозяйственный участок — Колыма от Колымской ГЭС до впадения реки Сеймчан
- Код водного объекта — 19010100212119000008981

## Притоки
Объекты перечислены по порядку от устья к истоку.
- 1 км: ручей Урак
- 15 км: ручей Огненный
- 24 км: Дядя Ваня
- 24 км: ручей Алмазный
- 28 км: ручей Светлый
- 30 км: ручей Весёлый
- 36 км: ручей Задорный
- 40 км: Валет
- 46 км: Нерега
- 48 км: Умара
- 51 км: река без названия
- 57 км: ручей Барий
- 65 км: Увязка
- 71 км: Хетакагчан
- 86 км: Малый Мандычан
- 96 км: Большой Дельдекю
- 97 км: Большой Мандычан
- 111 км: ручей Петренко
- 114 км: ручей Икс
- 114 км: ручей Комар
- 118 км: Хурчан
- 119 км: ручьи Чалбы (ручей Заросший)
- 122 км: Малтан
- 138 км: Хивэгчан
- 145 км: Кунтэчек
- 150 км: Чалкали
- 154 км: Некучакчан
- 161 км: Холоткан
- 164 км: Омчикан
- 168 км: Хэлали
- 172 км: Вьюнок (Уенок)
- 173 км: река без названия
- 180 км: Ингали
- 184 км: ручей Бегущий
- 185 км: река без названия
- 187 км: Чахали
- 194 км: Букэсчэн (в верховьях Правый Букэсчэн)
- 196 км: река без названия
- 211 км: Омчик